# Costa d'Amalfi Tramonti bianco
Il Costa d'Amalfi Tramonti bianco è un vino DOC la cui produzione è consentita nella provincia di Salerno.

## Caratteristiche organolettiche
- colore: paglierino più o meno intenso
- odore: delicato, gradevole
- sapore: asciutto, di giusto corpo, aromatico

## Produzione
Provincia, stagione, volume in ettolitri
- nessun dato disponibile